# Marmon HCM Special
Der Marmon HCM Special ist ein Konzeptfahrzeug. 

## Beschreibung
Marmon war ein US-amerikanischer Hersteller von Automobilen der Oberklasse. Im Angebot standen in den 1930er Jahren Modelle mit Acht- und Sechzehnzylindermotoren. Die Weltwirtschaftskrise ab Oktober 1929 führte zu einem Absturz der Verkaufszahlen. So wurden 1932 nur noch 1365 Fahrzeuge verkauft, dies war ein Zwanzigstel im Vergleich zum besten Jahr. Die Insolvenz drohte.
Der Vizepräsident Howard C. Marmon ließ das Fahrzeug auf eigene Kosten entwickeln. Der Entwurf für die Karosserie stammte von Walter Dorwin Teague. Das Fahrzeug wurde im April 1933 fertiggestellt. Es ging nicht mehr in Produktion. Im Mai 1933 folgte der Bankrott. Eine andere Quelle gibt davon abweichend 1932 als Baujahr an.
Das Fahrzeug hat einen V12-Motor mit 45° Zylinderwinkel. 3,125 Zoll (79,375 mm) Bohrung und 4 Zoll (101,6 mm) Hub ergeben 6033 cm³ Hubraum und 151 PS Leistung. Er ist vorn längs im Fahrgestell eingebaut und treibt die Hinterachse an. Das Getriebe hat drei Gänge, von denen die beiden oberen synchronisiert sind. Die Höchstgeschwindigkeit liegt bei über 145 km/h.
Das Fahrgestell hat 3404 mm Radstand. Die Spurweite beträgt vorn 1476 mm und hinten 1524 mm. Als Leergewicht sind 2087 kg angegeben. Als Besonderheiten werden eine unabhängige Radaufhängung, Zentralrohrrahmen und De-Dion-Achse hinten genannt.
Der Aufbau ist eine zweitürige Limousine mit vier Sitzen. Die Scheinwerfer sind in die Kotflügel integriert, was eine Quelle als seltsam aussehend bezeichnet.

## Lebenslauf
Marmon behielt das Fahrzeug bis zu seinem Tod 1943. Sein Freund John Floyd wurde nächster Besitzer. Dessen Sohn Alan schenkte es dem Designer Brooks Stevens, der es in seinem Museum ausstellte. So war der Stand 1979. In dem Jahr wurde in einer Zeitschrift ausgiebig über das Fahrzeug berichtet.
Das Fahrzeug wurde 2007 für 891.000 US-Dollar versteigert. 2011 wurden bei der nächsten Versteigerung nur 475.000 Dollar geboten, woraufhin das Fahrzeug bei dieser Auktion nicht veräußert wurde. 2013 wurden 407.000 Dollar und 2015 429.000 Dollar erzielt.